# Antonio Parra León
Antonio Parra León (San Cristóbal, Táchira, 1906-1981) fue un médico y político venezolano, hijo del Dr. Miguel Parra Picón y Guillermina León Arellano. Fue nombrado gobernador de Mérida en 1947 durante la Junta Revolucionaria de Gobierno presidida por Rómulo Betancourt, continuando durante el Gobierno de Rómulo Gallegos  hasta su caída en 1948, cuando fue apresado y exiliado hasta la década de 1950.

## Biografía
Obtuvo el título de Doctor en Ciencias Médicas en la Universidad Central de Venezuela en 1930. Posteriormente, realizó estudios de posgrado en los hospitales de la Universidad de París, Francia. Fue profesor y decano de la Facultad de Medicina de la Universidad de los Andes en Mérida y miembro correspondiente de la Academia Nacional de Medicina de Venezuela desde 1944.

## Vida política
Se inició en la política a través de su amistad con Alberto Carnevali, quien unos años después falleciera en una cárcel de la dictadura militar luego de haber liderizado su partido Acción Democrática en la resistencia contra la dictadura de Marcos Pérez Jiménez. En 1947, el Dr. Parra León es nombrado Presidente del Estado Mérida por la Junta Revolucionaria de Gobierno encabezada por Rómulo Betancourt. Continuó como Gobernador del Estado Mérida durante el gobierno de Rómulo Gallegos, hasta su caída el 24 de noviembre de 1948. Luego del golpe militar, Parra León fue hecho prisionero y luego confinado en la isla de Margarita. En 1949 fue expulsado de Venezuela por la Junta Militar. Durante su exilio, realizó cursos adicionales de posgrado en el Bellevue Hospital en Nueva York.
Parra León logró regresar a Venezuela luego de dos años de exilio a través de gestiones realizadas por su cuñado, el entonces Capitán Gustavo Pardi Dávila. Sin embargo, no se le permitió regresar a Mérida ya que su regreso estuvo condicionado a que permaneciera confinado en la ciudad de Caracas. Durante el resto de la dictadura contribuyó en la lucha por la democracia al lado de Alberto Carnevali  (hasta su muerte en 1953) y otros líderes de Acción Democrática. En 1967 fue nombrado Presidente-Director del Hospital Universitario de Caracas por el Presidente de la República Raúl Leoni, cargo que ocupó hasta 1975 cuando fue nombrado Ministro de Sanidad y Asistencia Social por el entonces Presidente Carlos Andrés Pérez. El Dr. Parra León es recordado como el ministro que más contribuyó al desarrollo de la infraestructura hospitalaria en Venezuela, construyendo y poniendo en funcionamiento más de 70 hospitales y 200 módulos de servicio para un total de más de 10.000 camas Al concluir el gobierno de Carlos Andrés Pérez en 1979, Parra León regresó al ejercicio de la medicina hasta su muerte el 28 de agosto de 1981. En el sepelio de Para León, Rafael Rísquez Iribarren, Presidente de la Academia Nacional de Medicina, mencionó lo siguiente en sus palabras de despedida: “hay dos calificativos para el Doctor Antonio Parra León: austeridad y honestidad, y esas dos virtudes están desapareciendo en el país.”
Estuvo casado con Lula Pardi Dávila, fundadora del Banco de Sillas de Ruedas (BANDESIR) en Venezuela. Parra León también destacó por sus contribuciones al deporte en Venezuela. Fue integrante del equipo Centro Atlético, el cual fue campeón de la Federación Nacional de Fútbol en 1926, así como uno de los mayores contribuyentes a las actividades deportivas en la Universidad de los Andes.